# اسکنبیل یزدی
اسکنبیل یزدی، اسکنبیل دندانه‌ریز (نام علمی: Calligonum denticulatum) نام یک گونه از سرده اسکنبیل است. این سرده در ایران ۱۲ گونه گیاه درختچه ای بیابانی دارد.